# Mistrzostwa Finlandii w Skokach Narciarskich 2020
Mistrzostwa Finlandii w Skokach Narciarskich 2020 – zawody w skokach narciarskich mające wyłonić najlepszych skoczków i skoczkinie narciarskie w Finlandii.
W programie imprezy znalazły się konkursy indywidualne kobiet i mężczyzn na trzech typach skoczni narciarskich, rozgrywane w trzech różnych terminach i miejscach: skocznia normalna – 23 listopada 2019 w Rovaniemi, skocznia średnia – 11 stycznia 2020 w Lahti i skocznia duża – 23 lutego 2020 w Kuopio. Ostatnie z tych zawodów zostały odwołane.
W listopadowej rywalizacji na skoczni normalnej (rozgrywanej w tym samym dniu co konkurs drużynowy Pucharu Świata mężczyzn w Wiśle, w którym brała udział czteroosobowa reprezentacja Finlandii w składzie Andreas Alamommo, Eetu Nousiainen, Jarkko Määttä i Niko Kytösaho) zwyciężyli Susanna Forsström (kobiety) i powracający do skakania po doznanej w październiku tego samego roku kontuzji kostki Antti Aalto (mężczyźni). W zawodach brali udział także sportowcy z innych państw (Austria, Chiny, Japonia i Włochy), których klasyfikowano w kategorii open, jednak nie przyznawano im medali mistrzostw Finlandii.
W styczniu na skoczni średniej w Lahti wśród kobiet triumfowała Julia Tervahartiala, a wśród mężczyzn Eetu Nousiainen. W zawodach udział brali także startujący gościnnie zawodnicy z Estonii i Chin.

## Wyniki

### Skocznia normalna – HS100 (23.11.2019)

#### Kobiety
Źródło:
| Miejsce | Miejsce | Zawodniczka         | Klub/Kraj               | I seria | II seria | Punkty |
| MF      | Open    | Zawodniczka         | Klub/Kraj               | I seria | II seria | Punkty |
| ------- | ------- | ------------------- | ----------------------- | ------- | -------- | ------ |
| –       | 1.      | Elena Runggaldier   | Włochy                  | 92,0 m  | 93,0 m   | 242,1  |
| –       | 2.      | Lara Malsiner       | Włochy                  | 87,0 m  | 92,5 m   | 226,1  |
| 1.      | 3.      | Susanna Forsström   | Lahden Hiihtoseura      | 91,0 m  | 81,0 m   | 210,1  |
| –       | 4.      | Manuela Malsiner    | Włochy                  | 71,0 m  | 91,0 m   | 190,5  |
| 2.      | 5.      | Jenny Rautionaho    | Ounasvaaran Hiihtoseura | 80,0 m  | 87,0 m   | 172,0  |
| 3.      | 6.      | Julia Tervahartiala | Lahden Hiihtoseura      | 77,0 m  | 78,0 m   | 167,5  |
| –       | 7.      | Wang Liangyao       | Chiny                   | 63,0 m  | 65,0 m   | 102,5  |
| –       | 8.      | Shao Birun          | Chiny                   | 61,0 m  | 66,0 m   | 97,0   |
| –       | 9.      | Yura Murakami       | Japonia                 | 57,0 m  | 64,0 m   | 87,5   |
| 4.      | 10.     | Annamaija Oinas     | Taivalkosken Kuohu      | 57,5 m  | 58,0 m   | 73,0   |
| –       | 11.     | Yuija Zhai          | Chiny                   | 55,0 m  | 55,0 m   | 57,5   |
| –       | 12.     | Xueqing Xiang       | Chiny                   | 48,0 m  | 52,0 m   | 36,5   |
| –       | 13.     | Rinka Yabe          | Japonia                 | 48,0 m  | 49,0 m   | 33,0   |
| –       | 14.     | Jiao Jiao Ren       | Chiny                   | 47,0 m  | 49,0 m   | 0,0    |

#### Mężczyźni
Źródło:
| Miejsce | Miejsce | Zawodnik                  | Klub/Kraj              | I seria | II seria | Punkty |
| MF      | Open    | Zawodnik                  | Klub/Kraj              | I seria | II seria | Punkty |
| ------- | ------- | ------------------------- | ---------------------- | ------- | -------- | ------ |
| 1.      | 1.      | Antti Aalto               | Kiteen Urheilijat      | 100,0 m | 96,0 m   | 263,5  |
| –       | 2.      | Tomofumi Naito            | Japonia                | 100,0 m | 96,0 m   | 257,0  |
| –       | 3.      | Janni Reisenauer          | Austria                | 91,5 m  | 93,0 m   | 235,0  |
| 2.      | 4.      | Henri Kavilo              | Puijon Hiihtoseura     | 94,0 m  | 88,0 m   | 230,0  |
| 3.      | 5.      | Kalle Heikkinen           | Kuusamon Erä-Veikot    | 96,0 m  | 86,0 m   | 229,5  |
| 4.      | 6.      | Juho Ojala                | Kuusamon Erä-Veikot    | 89,0 m  | 91,0 m   | 225,5  |
| 5.      | 7.      | Eetu Meriläinen           | Jyväskylän Hiihtoseura | 90,0 m  | 89,0 m   | 223,0  |
| 6.      | 8.      | Frans Tähkävuori          | Lahden Hiihtoseura     | 92,5 m  | 87,5 m   | 219,5  |
| –       | 8.      | Yū Koyama                 | Japonia                | 90,0 m  | 88,0 m   | 219,5  |
| –       | 10.     | Gō Sonehara               | Japonia                | 89,5 m  | 86,0 m   | 214,0  |
| –       | 11.     | Minato Mabuchi            | Japonia                | 90,0 m  | 85,5 m   | 212,5  |
| 7.      | 12.     | Arttu Pohjola             | Lahden Hiihtoseura     | 92,0 m  | 83,0 m   | 212,0  |
| 8.      | 13.     | Jonne Veteläinen          | Kuusamon Erä-Veikot    | 89,0 m  | 83,5 m   | 206,5  |
| 9.      | 14.     | Sami Saapunki             | Kuusamon Erä-Veikot    | 86,0 m  | 83,0 m   | 199,5  |
| 9.      | 14.     | Juha Miettinen            | Puijon Hiihtoseura     | 85,0 m  | 84,0 m   | 199,5  |
| –       | 16.     | Keisuke Takahashi         | Japonia                | 84,5 m  | 83,5 m   | 198,5  |
| –       | 17.     | Kazuma Yamamoto           | Japonia                | 84,0 m  | 78,5 m   | 185,0  |
| 11.     | 18.     | Niko Löytäinen            | Tampereen Pyrintö      | 83,0 m  | 78,0 m   | 181,0  |
| –       | 19.     | Toshihisa Denda           | Japonia                | 84,0 m  | 75,5 m   | 178,0  |
| 12.     | 20.     | Lauri-Matias Ala-Talkkari | Lapuan Virkiä          | 79,0 m  | 76,0 m   | 166,5  |
| 13.     | 21.     | Tomas Kuisma              | Puijon Hiihtoseura     | 78,0 m  | 75,0 m   | 164,5  |
| 13.     | 21.     | Onni Kasperi Sivén        | Lahden Hiihtoseura     | 79,0 m  | 77,0 m   | 164,5  |
| 15.     | 23.     | Paavo Romppainen          | Seinäjoen Hiihtoseura  | 77,5 m  | 75,0 m   | 162,0  |
| –       | 24.     | Zhou Xiaoyang             | Chiny                  | 80,0 m  | 74,5 m   | 161,5  |
| 16.     | 25.     | Vilho Palosaari           | Kuusamon Erä-Veikot    | 78,0 m  | 74,0 m   | 156,5  |
| –       | 26.     | Wang Rui                  | Chiny                  | 78,0 m  | 71,0 m   | 147,0  |
| –       | 27.     | Sora Shigeta              | Japonia                | 74,5 m  | 70,0 m   | 145,5  |
| 17.     | 28.     | Mico Ahonen               | Lahden Hiihtoseura     | 89,0 m  | DSQ      | 110,0  |
| 18.     | 29.     | Eemeli Tainio             | Puijon Hiihtoseura     | 79,5 m  | DSQ      | 88,5   |
| 19.     | 30.     | Kaimar Vagul              | Lahden Hiihtoseura     | 75,0 m  | DSQ      | 81,0   |
| 20.     | 31.     | Markus Airisniemi         | Kuusamon Erä-Veikot    | 75,0 m  | NQ       | 77,5   |
| –       | 32.     | Yusei Satō                | Japonia                | 75,5 m  | NQ       | 76,5   |
| 21.     | 33.     | Tomi Viljanen             | Seinäjoen Hiihtoseura  | 74,0 m  | NQ       | 76,0   |
| 22.     | 34.     | Kasperi Valto             | Lahden Hiihtoseura     | 75,5 m  | NQ       | 74,0   |
| –       | 34.     | Zhao Chuan                | Chiny                  | 75,0 m  | NQ       | 74,0   |
| –       | 36.     | Rei Yamamoto              | Japonia                | 72,0 m  | NQ       | 70,5   |
| –       | 37.     | Yoichi Nagai              | Japonia                | 71,0 m  | NQ       | 69,5   |
| 23.     | 38.     | Tuomas Kinnunen           | Lahden Hiihtoseura     | 69,0 m  | NQ       | 66,5   |
| –       | 39.     | Zhen Weijie               | Chiny                  | 70,0 m  | NQ       | 61,0   |
| –       | 40.     | Zhu Honglin               | Chiny                  | 69,0 m  | NQ       | 58,5   |
| –       | 41.     | Takeru Takesawa           | Japonia                | 64,0 m  | NQ       | 53,0   |
| –       | 42.     | Zeng Jincheng             | Chiny                  | 64,0 m  | NQ       | 48,5   |
| –       | 43.     | Song Qiwu                 | Chiny                  | 60,5 m  | NQ       | 38,5   |
| –       | 44.     | Bi Qiang                  | Chiny                  | 59,5 m  | NQ       | 37,5   |
| –       | 45.     | Lü Yixin                  | Chiny                  | 72,0 m  | NQ       | 0,0    |
| –       | –       | Kalle Törmänen            | Kuusamon Erä-Veikot    | DSQ     | NQ       | –      |
| –       | –       | Rasmus Ähtävä             | Lahden Hiihtoseura     | DSQ     | NQ       | –      |

### Skocznia średnia – HS70 (11.01.2020)

#### Kobiety
Źródło:
| Miejsce | Miejsce | Zawodnik            | Klub/Kraj              | I seria | II seria | Punkty |
| MF      | Open    | Zawodnik            | Klub/Kraj              | I seria | II seria | Punkty |
| ------- | ------- | ------------------- | ---------------------- | ------- | -------- | ------ |
| 1.      | 1.      | Julia Tervahartiala | Puijon Hiihtoseura     | 62,0 m  | 58,0 m   | 197,8  |
| –       | 2.      | Shao Birun          | Chiny                  | 58,0 m  | 59,0 m   | 187,1  |
| ...     |         |                     |                        |         |          |        |
| 2.      | 9.      | Vilma Meis          | Siilinjärven Ponnistus | 42,5 m  | 41,0 m   | 94,2   |
| ...     |         |                     |                        |         |          |        |

#### Mężczyźni
Źródło:
| Miejsce | Miejsce | Zawodnik        | Klub/Kraj           | I seria | II seria | Punkty |
| MF      | Open    | Zawodnik        | Klub/Kraj           | I seria | II seria | Punkty |
| ------- | ------- | --------------- | ------------------- | ------- | -------- | ------ |
| 1.      | 1.      | Eetu Nousiainen | Puijon Hiihtoseura  | 67,5 m  | 65,5 m   | 237,0  |
| –       | 2.      | Artti Aigro     | Estonia             | 64,5 m  | 68,5 m   | 235,0  |
| 2.      | 3.      | Henri Kavilo    | Puijon Hiihtoseura  | 65,0 m  | 65,0 m   | 227,3  |
| 3.      | 4.      | Juho Ojala      | Kuusamon Erä-Veikot | 60,5 m  | 68,0 m   | 222,2  |
| ...     |         |                 |                     |         |          |        |